# ایان وان (بازیکن فوتبال)
ایان وان (انگلیسی: Ian Vaughan؛ زادهٔ ۳ ژوئیهٔ ۱۹۶۱) بازیکن فوتبال اهل بریتانیا است.
از باشگاه‌هایی که در آن بازی کرده‌است می‌توان به باشگاه فوتبال استوک‌پورت کانتی، باشگاه فوتبال برتون آلبیون، باشگاه فوتبال ماتلوک تاون، و باشگاه فوتبال روترهام یونایتد اشاره کرد.